# Entrevista de Tucker Carlson con Vladimir Putin
«The Vladimir Putin Interview» (español: La entrevista a Vladímir Putin) es una entrevista televisiva presentada por el periodista y comentarista político estadounidense Tucker Carlson con el presidente ruso Vladímir Putin. Se estrenó el 8 de febrero de 2024 en Tucker Carlson Network y en la red social Twitter (X). Se trata de la primera entrevista con Putin concedida a un periodista occidental desde la invasión rusa de Ucrania en febrero de 2022. En los tres primeros días, la entrevista obtuvo 14 millones de visitas en YouTube y 185 millones de visitas en Twitter.

## Trasfondo
Carlson a menudo ha defendido a Putin y promovido la desinformación prorrusa desde la llamada «operación militar especial», incluida una teoría de la conspiración sobre las armas biológicas de Ucrania. De 2016 a 2023, Carlson presentó el programa Tucker Carlson Tonight de Fox News, un programa de entrevistas en el que abrazó comentarios críticos sobre Ucrania, incluida su descripción del presidente de ese país, Volodímir Zelenski, como un «dictador». En abril de 2023, Carlson sería despedido de Fox News. Luego fundó Tucker on X, un programa de entrevistas que él propio periodista sube a la red social. El primer episodio atribuyó la destrucción de la presa de Kajovka.
Putin ha impuesto restricciones a la libertad de prensa dentro de su país. En marzo de 2023, el gobierno ruso encarceló a un periodista estadounidense, Evan Gershkovich, del The Wall Street Journal, acusado de espionaje. Como se mencionó antes, Putin no había concedido entrevistas desde su mensaje a la nación en vísperas de la invasión rusa de Ucrania el 24 de febrero de 2022.

## Producción
Según Izvestia, Carlson llegó a Moscú el 3 de febrero. Su presencia fue informada por los medios estatales rusos, que especularon que Carlson podría haber estado en el país para entrevistar a Putin. Carlson se presentó en el Teatro Bolshói para asistir a una representación del ballet Espartaco. Según el secretario de prensa de Putin, Dmitri Peskov, la entrevista tuvo lugar el 6 de febrero.

## Resumen de la entrevista
La entrevista comenzó con Carlson preguntando a Putin por qué había ordenado la invasión de Ucrania. Putin respondió con una «conferencia de historia» que duró unos treinta minutos, dando su visión de la historia de Europa del Este desde la fundación de la Rus de Kiev en el siglo IX y la guerra ruso-polaca. Sostuvo que el Gran Ducado de Lituania se llamaba «...el Ducado lituano-ruso, porque los rusos eran una parte importante de su población». Llamó a Ucrania «un Estado artificial» y afirmó que las regiones del sur y del este de Ucrania «no tenían ninguna conexión histórica» con él.
Putin también argumentó que, antes de que Polonia fuera invadida por la Alemania nazi y la Unión Soviética en 1939, «los polacos jugaron demasiado duro y obligaron a Hitler a iniciar la Segunda Guerra Mundial empezando precisamente por ellos. ¿Por qué comenzó la guerra el 1 de septiembre de 1939 precisamente en Polonia? Ésta resultó ser intratable. A la hora de implementar sus planes, Hitler no tuvo otra opción que empezar por Polonia». Así mismo manifestó que Polonia «colaboró con Adolf Hitler» antes del inicio de la guerra y que la invasión nazi ocurrió porque los polacos «fueron demasiado lejos» al negarse a las demandas del Führer sobre territorio polaco.
Putin repitió algunas declaraciones que hizo en su discurso en el que anunció la invasión: que la Revolución Ucraniana de 2014 fue un supuesto golpe de Estado respaldado por Occidente, que Ucrania inició la Guerra del Dombás, que el gobierno de Ucrania tiene vínculos con los neonazis y que la OTAN amenazaría a Rusia a través de Ucrania.
Putin le transmitió a Carlson que Rusia no tiene intención de lanzar ataques contra Polonia o Letonia. Cuando se le preguntó sobre la posibilidad de desplegar tropas rusas en Polonia (país miembro de la OTAN), el mandatario respondió: «Sólo en un caso, si Polonia ataca a Rusia. ¿Por qué? Porque no tenemos ningún interés en Polonia, Letonia o cualquier otro lugar. ¿Por qué lo haríamos?. ¿Eso? Simplemente no tenemos ningún interés».
Cuando se le preguntó si Rusia había logrado sus objetivos bélicos, Putin respondió: «No. No hemos logrado nuestros objetivos todavía porque uno de ellos es la desnazificación». Cuando Carlson preguntó si Putin estaría satisfecho con el territorio que actualmente ocupa Rusia, éste esquivó la pregunta y se refirió a su respuesta anterior. Putin mencionó que Ucrania y sus aliados no lograrían infligir una «derrota estratégica» a Rusia. Predijo que si los Estados Unidos dejaban de suministrar armamento a Ucrania, la guerra «terminaría en unas pocas semanas». Putin también culpó a la Agencia Central de Inteligencia (CIA) por el sabotaje del oleoducto Nord Stream de septiembre de 2022.
Al final de la entrevista, Carlson preguntó si Putin liberaría bajo su custodia al periodista Evan Gershkovich, detenido en Rusia acusado de espionaje, como un acto de buena voluntad. Putin sugirió que estaba dispuesto a intercambiar a Gershkovich por un «patriota» ruso que había «eliminado a un bandido» en una capital europea. Esto parecía confirmar que Rusia estaba exigiendo un intercambio de prisioneros con Vadim Krásikov, un presunto agente de inteligencia ruso que asesinó a un separatista checheno en Berlín en 2019.

## Reacciones a la entrevista

### Reacciones en Rusia
Dmitri Medvédev, vicepresidente del Consejo de Seguridad de Rusia y expresidente del país, comentó que Putin «le dijo al mundo occidental de la manera más completa y detallada posible por qué [Ucrania] no existía, no existe y no existirá. Tucker Carlson no se asustó y no se rindió».
Tras las declaraciones de Putin referentes al inicio de la Segunda Guerra Mundial y los motivos del ataque de Hitler a Polonia en 1939, el presidente de la asociación opositora rusa «Comité-2024», Serguéi Antónov, presentó una demanda ante el Comité de Investigación de la Federación de Rusia para el inicio de una causa penal contra Vladímir Putin basándose en el artículo 354.1 «Rehabilitación del nazismo» del Código Penal. Así lo informó en el canal Telegram del «Comité-2024».
La revista independiente rusa especializada en periodismo de investigación, verificación de hechos y análisis político, The Insider, publicó una investigación titulada 20 falsedades de la entrevista de Tucker Carlson a Vladímir Putin. En la misma se manifiesta que, al principio de su entrevista de dos horas de duración con Tucker Carlson, «Vladímir Putin se embarcó en una extensa conferencia con el objetivo de explicar los orígenes de la actual guerra entre Rusia y Ucrania mediante el uso de una historia alternativa. Al final, la autojustificación de Putin de la invasión no provocada de Rusia a Ucrania contenía al menos 20 falsedades.»

### Reacciones en Estados Unidos
El ex representante estadounidense Adam Kinzinger se refirió a Carlson como un «traidor», mientras que la representante Marjorie Taylor Greene elogió la decisión de Carlson. La ex Secretaria de Estado, Hillary Clinton, describió a Carlson como un «idiota útil». En MSNBC, Clinton amplió sus críticas a Carlson al afirmar que hay personas que sirven como «quinta columna» de Putin, en alusión al periodista.
Varios medios de comunicación estadounidenses informaron que Putin hizo muchas afirmaciones falsas y declaraciones engañosas durante la entrevista, y que Carlson no lo cuestionó adecuadamente. Señalaron que Carlson no preguntó a Putin sobre los presuntos crímenes de guerra rusos en Ucrania, los continuos ataques con misiles rusos contra objetivos civiles ucranianos o la represión de la disidencia política por parte de Putin. Oliver Darcy de CNN escribió que «Carlson proporcionó a Putin una plataforma para difundir su propaganda a una audiencia global con poco o ningún escrutinio de sus afirmaciones» e «incluso había alimentado las narrativas de Putin» en algunos casos.
Peter Baker, de The New York Times, comparó la entrevista con las objeciones sobre la asistencia monetaria a Ucrania en la Ley de Asignaciones Suplementarias de Seguridad Nacional de Emergencia formuladas por algunos políticos del Partido Republicano de Estados Unidos. El exeditor del Financial Times, Lionel Barber, que entrevistó a Putin en julio de 2019, dijo a la revista Politico que creía que Putin aprovechó la simpatía de Carlson por Rusia.
El historiador y profesor de la Universidad de Yale, especializado en la historia de Europa Central y Oriental, Timothy Snyder, tuiteó: «Putin se tomó un par de horas para decir: “Debo destruir Ucrania porque no tengo idea de qué es Rusia». Así mismo en un artículo titulado El mito genocida de Putin, Snyder afirma: «En la entrevista con Tucker Carlson, Putin se refirió a eventos del pasado. Explicaré cómo Putin se equivoca en todo, pero primero tengo que aclarar por qué se equivoca en todo. Por cómo me refiero a sus errores sobre eventos pasados. Por por qué me refiero al horror inherente al tipo de historia que cuenta. Trae guerra, genocidio y fascismo».

### Reacciones internacionales
Guy Verhofstadt, primer ministro de Bélgica de 1999 a 2008, escribió que la Unión Europea debería considerar imponer a Carlson una restricción de viaje en caso de que amplificara el mensaje de Putin. Peter Stano, portavoz del Alto Representante de la Unión para Asuntos Exteriores y Política de Seguridad, Josep Borrell, afirmó que la UE no estaba considerando sanciones contra Carlson, a pesar de las afirmaciones de Elon Musk y otras personas.
Tsajiaguiin Elbegdorzh, quien llegó a ser primer ministro y presidente de Mongolia, tuiteó un mapa del Imperio mongol que incluía y abarcaba toda Rusia, diciendo: «Después de la charla de Putin. Encontré un mapa histórico de Mongolia. No os preocupéis. Somos una nación pacífica y libre».